# Таппер, Чарльз Хибберт
Сэр Чарльз Хибберт Таппер (англ. Charles Hibbert Tupper; 3 августа 1855, Амхерст, Новая Шотландия, Канада — 30 марта 1927, Ванкувер, Канада) — канадский государственный деятель, министр юстиции (1894—1896), Генеральный солиситор Канады (1896).

## Биография
Был вторым сыном сэра Чарльза Таппера, врача, ведущего политика-консерватора и канадского дипломата, занимавшего посты премьер-министра Новой Шотландии (1864—1867) и премьер-министра Канады (1896).
Младший Таппер занимался юридической практикой в Галифаксе, Новая Шотландия, после того, как начал изучать профессию; на тот момент в Атлантической Канаде не было формального юридического образования. Получил образование в Королевском колледже в Виндзоре, штат Северная Каролина, и в колледже Макгилла. Через два года после завершения в 1876 г. юридического обучения в Гарвардском университете был принят в коллегию адвокатов Новой Шотландии.
Он установил успешное партнерство с Уоллесом Грэмом, и оба в конце 1870-х гг. пригласили присоединиться к ним молодого Роберта Бордена, будущего премьер-министра страны. Десять лет спустя Борден стал старшим партнёром фирмы после того, как Грэм был назначен судьёй, а Таппер занялся политикой.
Младший брат Таппера Уильям Джонстон Таппер также стал консервативным политиком.
В 1882 г. он был избран в Палату общин Канады от Консервативной партии. 
В 1882—1894 гг. — министр морского и рыбного хозяйства. На этом посту был вовлечён в Арбитраж Берингова моря между Соединенными Штатами и Канадой в качестве представителя британского правительства, которое в то время отвечало за канадские иностранные дела. В знак признания за эту успешную работу был посвящён в рыцари. 
В 1894—1896 гг. — министр юстиции. На этом посту безуспешно попытался решить вопрос о школах «Языковом вопросе в Манитобе», подготовив законопроект о восстановлении образования для отдельных католиков в Манитобе. Таппер подал в отставку в январе 1896 г. в знак протеста против политики премьер-министра Макензи Боуэлла, который, в частности, потерпел неудачу в этом вопросе. 
В 1896 г. вернулся в правительство в качестве генерального солиситора Канады в краткосрочном правительстве своего отца. Оставался депутатом до своего ухода из политики в 1904 г.
В 1897 г. он переехал в Викторию, Британская Колумбия, а затем в 1898 г. переехал в Ванкувер. С 1898 г. занимался юридической практикой в Ванкувере, где он служил старейшиной в Юридическом обществе Британской Колумбии. Он представлял канадцев японского происхождении в серии дел, противостоящих дискриминационной практике правительства провинции. В 1923 г. он принимал участие в создании недолго просуществовавшей Провинциальной партии Британской Колумбии.

## Награды и звания
Рыцарь-командор ордена Святых Михаила и Георгия.